# Literatura del segle XIX
La literatura del segle XIX agrupa el conjunt d'autors que escriuen durant el segle xix així com les teories estètiques i obres publicades durant aquest període. Es pot dividir en tres grans etapes: el Romanticisme, el Realisme i la literatura finisecular, que entronca amb la literatura del segle XX. Si bé aquests corrents són pròpiament europeus, la influència imperialista fa que se'n trobin traces a tot el món, malgrat que puguin continuar diverses tradicions locals amb altres perioditzacions i característiques. Com que els moviments es desenvolupen a diferents ritmes a cada país, aquest article divideix la informació per dècades.

## De 1800 a 1809
El segle comença amb la literatura romàntica iniciada anteriorment amb el moviment Sturm und Drang. Es comença a mirar cap enrere, cap a un passat idealitzat on rauen les arrels nacionals, i així es conrearà la novel·la històrica, com per exemple l'obra Wilhelm Tell de Friedrich Schiller. En la mateixa línia comença una recuperació de la literatura oral i del folklore local.
Igualment és una època de triomf del sentimentalisme, contra la raó il·lustrada precedent, com proven obres com Atala, de François-René de Chateaubriand. Una figura destacada del romanticisme d'inicis de segle és Madame de Staël, encarregada de posar de moda aquest estil tant a França com a Espanya, amb obres com Delphine.
Els protagonistes romàntics són individus tràgics, que lluiten contra el seu destí (com en el teatre de Heinrich von Kleist i contra les convencions socials burgeses que els impedeixen ser feliços. Abunden els finals desgraciats a les obres en els tres gèneres, on es canta un amor no correspost o de curta durada.
El triomf romàntic no fa desaparèixer del tot, però, els cànons neoclàssics, com demostra la publicació en 1806 de l'obra El sí de las niñas, de Leandro Fernández de Moratín.
Augmenta el nombre de persones alfabetitzades i, per tant, la massa potencial de lectors, incloent-hi per primer cop les classes populars, amb l'aparició de campanyes d'escolarització i la proliferació de biblioteques públiques i nacionals, com la Biblioteca del Congrés dels Estats Units. Aquests nous públics demanden una literatura àgil i rica en emocions que serà la norma entre els autors d'èxit, lluny dels cultismes i les referències grecollatines vigents en períodes anteriors.

## De 1810 a 1819
Aquesta dècada veu consolidar-se les tendències de la dècada precedent. D'una banda, la novel·la històrica mira cap a l'Edat Mitjana, una de les característiques diferenciadores d'aquest moment, com per exemple succeeix a les obres de Walter Scott, com ara Rob Roy (1817). D'altra banda, la recuperació de relats i contes populars inicia una literatura infantil pròpiament dita, com els reculls dels Germans Grimm. L'amor és el tema central de totes les obres publicades en aquesta època, un amor que viu aventures abans del retrobament de la parella o de la seva mort tràgica. El nou prototip d'amant és el fixat per Adolphe, de Henri-Benjamin Constant de Rebecque. Fins i tot els autors que reneguen del romanticisme clàssic, com Jane Austen, fan de les relacions sentimentals el centre dels seus llibres, com per exemple a Orgull i prejudici.
Un tret remarcable d'aquesta literatura és el gust per personatges marginals, vistos com a rebels i autèntics, com ara l'heroi de El corsari de Lord Byron. Aquests protagonistes combinen l'elegància i la passió amb un punt de malditisme, fins i tot demoníac, o bé es mouen per ambients exòtics, com al poema Kubla Khan de Samuel Taylor Coleridge. L'important és fugir de la rutina i de la societat industrial. Per això comencen a ser atractius els monstres, que ja no són únicament els dolents que cal assassinar, sinó personatges complexos, com Frankenstein de Mary Shelley que va esdevenir una icona de la novel·la gòtica. Així va iniciar-se el triomf de la literatura de terror, amb èxits com The Vampyre de John William Polidori.

## De 1820 a 1829
Les obres I promessi sposi d'Alessandro Manzoni a Itàlia o The Last of the Mohicans de James Fenimore Cooper als Estats Units proven que la novel·la històrica va estendre's per tot Occident. La violència i els personatges incompresos eren una constant en un món on les revolucions del liberalisme capgiraven l'ordre imperant i on els excessos de la societat contemporània omplien de melangia i pessimisme als escriptors.
Aquests escriptors buscaven la inspiració per escriure i no solament les regles de les preceptives o els models antics. Importava l'originalitat, la capacitat d'expressar sentiments exaltats de manera bella, la voluntat de diferenciar-se de la massa. Per aquest motiu van començar a escriure's més autobiografies, per ressaltar el caràcter d'individus únics o de genis dels seus autors, com les Confessions d'un anglès menjador d'opi de Thomas de Quincey. Quincey usava la droga per evadir-se de la realitat, un fet comú a diversos autors del segle xix.
El gènere més conreat va ser la poesia, amb autors tan remarcables com Heinrich Heine a Alemanya, Giacomo Leopardi a Itàlia o Ievgueni Baratinski, el qual inaugura l'anomenada Edat d'or de la literatura russa. En aquesta poesia s'introdueix més llibertat mètrica que en els versos de l'Edat Moderna, ja que es considera que les regles poden limitar la creativitat dels autors.

## De 1830 a 1839
Els anys trenta viuen alhora el romanticisme ple i alguns autors que comencen a abandonar per gastats aquests codis. Cal destacar la figura del poeta polonès Juliusz Słowacki o de Bonaventura Carles Aribau, el qual amb el seu poema Oda a la Pàtria introdueix les qüestions romàntiques i nacionals a la literatura catalana després de segles de persecució lingüística. Altres poetes romàntics destacables són José de Espronceda, autor de El estudiante de Salamanca (1837), on l'heroi té comportaments diabòlics o Goethe, que publica el seu Faust íntegre, i on també apareix el dimoni. Karel Hynek Mácha, amb el seu poema Maig, introduí el romanticisme a la literatura txeca, però fou mal comprès pels seus coetanis. El poeta nacional rus, Aleksandr Puixkin escrigué Eugeni Oneguin, un llarg poema narratiu amb els cànons romàntics i s'aprecia l'empremta romàntica en les obres de Victor Hugo, com Nostra Senyora de París o en alguns dels contes de Hans Christian Andersen.
Al mateix temps, però, França i Anglaterra comencen a acostar-se al realisme. El roig i el negre de Stendhal es pot considerar una novel·la de transició però les obres d'Honoré de Balzac ja són plenament realistes. Si bé apareix l'amor, l'interès principal dels autors és retratar de manera fidel la realitat i els diferents grups socials de la seva època i no d'altres segles. Les novel·les de Charles Dickens, com Oliver Twist, responen a aquesta voluntat malgrat continuï present un fort sentimentalisme.

## De 1840 a 1849
Durant els anys 40, es combina novament aquesta dicotomia entre el romanticisme i el realisme. Eugène Sue, amb els seus misteris, reprèn el sensacionalisme i la passió extrema. Publica per capítols en revistes de baix preu de gran demanda, un fenomen comú durant la segona meitat del segle. Les obres de les germanes Brontë presenten personatges extrems, marginals o monstruosos, amb la bogeria i l'amor com a temes centrals, ambdós allunyant els seus protagonistes de la "normalitat" continguda. José Zorrilla y Moral reviu l'arquetip del Don Joan amb Don Juan Tenorio. També respon a un arquetip la gitana de Carmen, coneguda per l'òpera homònima de Bizet. Alexandre Dumas (pare) continua escrivint novel·les històriques plenes d'aventures, com Els tres mosqueters (1844) i El comte de Montecristo (1845)
Entre els poetes que van donar-se a conèixer en aquest moment cal fer esment de Gertrudis Gómez de Avellaneda, a Cuba, i Joaquim Rubió i Ors, qui publica les seves poesies en català amb el pseudònim de "lo Gayter del Llobregat". Edgar Allan Poe escriu El corb on aborda de forma al·legòrica el tema de la mort, amb unes imatges i símbols que gaudirien de gran fama posterior.
Alhora determinats autors plasmen el seu desengany de l'idealisme romàntic. A Rússia apareixen les novel·les Ànimes mortes de Nikolai Gógol i Un heroi del nostre temps de Mikhaïl Lérmontov, ambdues en aquesta línia del desencís. Més crític es mostra William Makepeace Thackeray amb La fira de les vanitats, on el narrador adopta fins i tot un punt de vista cínic.
A part s'ha de classificar la poesia de Ralph Waldo Emerson, on es barreja el modernisme americà amb la poesia religiosa, influència també present a l'obra d'Elizabeth Barrett Browning.

## De 1850 a 1859
El realisme triomfa de manera decidida a partir de 1850. Els escriptors descriuen de manera detallada el que veuen, senten i fan els seus personatges, de psicologia complexa. No importen tant les aventures extremes com les vivències interiors, malgrat l'entorn sigui quotidià. Un tema recurrent és la difícil posició de la dona, que per assegurar la seva posició s'ha de casar o tenir amants contra la seva voluntat i que després és acusada pels seus veïns per les seves relacions. Aquest tema es pot veure a Madame Bovary (1857) de Gustave Flaubert i a La Dama de les Camèlies d'Alexandre Dumas (fill), novel·la realista que inspiraria La Traviata de Verdi.
El realisme s'instal·la també a Amèrica, on s'inicia una nova etapa en la seva trajectòria novel·lística. La lletra escarlata de Nathaniel Hawthorne reprèn el tema de l'adulteri i la hipocresia social de Flaubert però en l'entorn purità, mentre que La cabana de l'oncle Tom de Harriet Beecher Stowe aborda l'esclavatge i el racisme, un tema que serà recurrent a la ficció dels Estats Units. Herman Melville escriu Moby Dick, on un capità de vaixell es dedica a intentar caçar una balena que esdevé un símbol d'allò impossible.
Això no vol dir que els autors s'acomodin a l'ordre burgès imperant. Molts d'ells denuncien la buidor existencial que produeix, el famós spleen o tedi absolut que estarà present fins al segle xx. Així Oblomov, a la novel·la homònima d'Ivan Gontxarov es mostra com un home ric però passiu, que no troba el sentit de la vida. Idèntic sentiment expressa al principi la veu poètica de Les flors del mal de Baudelaire, poemari que inicia el moviment del simbolisme, un corrent estètic que continuarà el també francès Paul Verlaine.

## De 1860 a 1869
Els autors d'aquesta dècada sovint trenquen amb les convencions genèriques. Així per exemple George Eliot, amb Silas Marner, aprofundeix en un narrador lluny del clàssic narrador omniscient realista. Alfred Tennyson publica Enoch Arden, un poema narratiu que pot ser vist com el revers del retorn d'Ulisses a casa a l'Odissea. La lògica i el sentit del llenguatge es veuen giravoltats a Alícia en terra de meravelles de Lewis Carroll, malgrat ser una obra de literatura infantil. Peer Gynt és una obra de teatre en vers escrita per Henrik Ibsen el 1867 basada en un conte popular noruec. La seva característica formal més destacada és la manca de respecte a la regla de les 3 unitats d'Aristòtil, juntament amb l'ús de les troballes sobre l'inconscient.
Tanmateix, no tots els escriptors s'allunyen dels cànonc estètics de l'època. Donetes, de Louisa May Alcott barreja la sensibilitat i sentit de la tragèdia romàntics amb el costumisme realista, i Wilkie Collins uneix misteri i sentiment a les seves obres majors, publicades durant aquest període. S'escriuen també aleshores les grans obres del realisme rus: Crim i càstig, de Fiódor Dostoievski (1866) i Guerra i pau de Lev Tolstoi.
Jules Verne és un dels pares de la ciència-ficció, amb obres com Viatge al centre de la terra o De la Terra a la Lluna. Les seves novel·les, tot i anar dirigides a un públic més ampli, van acabar formant part del cànon de la literatura juvenil clàssica i van esperonar l'aparició de nous gèneres amb elements fantasiosos.
Rosalía de Castro inicia el rexurdimento de la literatura gallega. L'holandès Multatuli denuncia amb Max Havelaar els abusos de l'imperialisme. Mihai Eminescu, considerat el poeta nacional romanès, assoleix la fama durant aquesta dècada. Michael Madhusudan Dutt, per acabar, fou un dels novel·listes més rellevants en bengalí.

## De 1870 a 1879
El realisme continua dominant el panorama novel·lístic, com proven les obres de José Maria Eça de Queiroz. El crim de Mossèn Amaro torna a tractar el tema de l'adulteri, igual que farà Anna Karènina, denunciant la incapacitat del matrimoni i les relacions socialment acceptades per poder satisfer els cors menys superficials. Les aventures de Tom Sawyer, de Mark Twain, també de caràcter realista, és una obra on s'expliquen les trapelleries d'un jove en període d'estiu, amb elements de picaresca i costumisme.
Com a evolució d'aquest realisme neix el naturalisme d'Émile Zola, el qual havia començat a publicar a la dècada precedent però ara assoleix fama internacional amb les seves novel·les sobre els Rougon-Macquart. Els postulats naturalistes miren d'aplicar el positivisme a la literatura i consideren que les accions dels personatges s'han de poder explicar per l'ambient que els envolta o la seva herència genètica (per aquest motiu abundaran les sagues familiars).
Dins del corrent experimental encetat a les dècades anteriors escriu August Strindberg, conreador del teatre de l'absurd, o Arthur Rimbaud, poeta francès. Ambdós qïestionen la realitat atacant als fonaments de la percepció i anticipen corrents molt preuats durant la postmodernitat.
A la península Ibèrica es viu una literatura encara ancorada en pautes del passat. Així, el poema èpic L'Atlàntida de Jacint Verdaguer o Rimas y leyendas de Gustavo Adolfo Bécquer reivindiquen els trets del romanticisme més pur, com l'enyor del passat, la presència d'elements fantàstics exagerats o un amor impossible i idealitzat.
Fora de l'àmbit occidental, Prathapa Mudaliar Charithram, de Mayuram Vedanayagam Pillai, va ser la primera novel·la escrita en llengua tàmil, fins aleshores emprada únicament en poesia. Shimazaki Tōson fou un poeta romàntic japonès que posteriorment es va passar a la novel·la naturalista.

## De 1880 a 1889
Cal destacar en primer lloc obres molt rellevants de la literatura infantil i juvenil: Les aventures de Pinotxo de Carlo Collodi, on un titella vol esdevenir un nen de debò; les noves aventures de Robin Hood de Howard Pyle, on l'arquer lluita contra els rics per repartir els diners entre els pobres mentre es diverteix al bosc o L'illa del tresor de Stevenson, que narra la cerca d'un tresor amagat. Aquestes novel·les busquen entretenir per damunt de tot, malgrat hi hagi un possible ensenyament moral al final de la història.
Espanya entra de ple en el realisme, amb les obres majors de Benito Pérez Galdós, prolífic escriptor que no va dubtar a incorporar els debats literaris europeus i la descripció de diferents ambients socials a les seves novel·les. Posteriorment, 
La Regenta de Leopoldo Alas, més conegut com a Clarín, inaugura el naturalisme espanyol, que mai no va ser tan acusat com el francès o el d'altres països. Planilàndia d'Edwin Abbott Abbott il·lustra el concepte físic de dimensió amb una crítica a l'immobilisme social de la seva època, on apareixen elements de ciència-ficció. Lewis Wallace escriu Ben-Hur, supervendes estatunidenc durant dècades en què després es basaria un film d'èxit.
Comencen a publicar-se els reculls poètics del Nobel William Butler Yeats, que anticipen el sentiment estètic de la Belle Époque de França, la qual inspirarà al seu torn el modernisme, amb Azul, de Rubén Darío (1888) com a obra cabdal.
Rabindranath Tagore desenvolupa la seva tasca literària a l'Índia, on també escrigué Bankim Chandra Chattopadhyay, autor de l'himne nacional indi que apareix a la seva novel·la Anandamath, on denuncia en bengalí els abusos britànics al seu país. Un autor gujarati, Dalpatram, per contra, va donar suport als britànics, als quals associava al progrés.

## De 1890 a 1899
A finals de segle comencen a sorgir autors que innoven en una època coneguda ja en el seu moment com a Fin de siècle. La varietat de tendències i registres és la característica principal d'aquest període, que anticipa la diversitat del segle xx. En aquest sentit dins l'àmbit anglosaxó cal destacar Un altre pas de rosca, novel·la breu de Henry James que juga amb la credibilitat del narrador o The Awakening de Kate Chopin, una de les primeres novel·les del feminisme contemporani. Tess, d'Urberville de Thomas Hardy introdueix el naturalisme a la literatura anglesa.
Continuen publicant-se les històries d'aventures que han triomfat durant tot el segle, com ara les històries de El llibre de la selva de Rudyard Kipling o les novel·les de ciència-ficció de H.G. Wells, com L'home invisible o La guerra dels mons. Arthur Conan Doyle crea Sherlock Holmes que fa de la novel·la detectivesca sorgida amb Poe un gènere amb entitat pròpia. Una obra fonamental és Dràcula, de l'irlandès Bram Stoker (1897), que reprèn el personatge del vampir.
La importància de la bellesa, el sentiment de tedi davant un món que va massa de pressa però no considera les essències, amaren El retrat de Dorian Gray d'Oscar Wilde o la poesia de Rainer Maria Rilke i seran una constant fins a les avantguardes. El teatre recull l'herència experimental prèvia, amb troballes com L'oncle Vània d'Anton Txékhov o Ubú Rei d'Alfred Jarry, que sovint es considera la primera obra teatral del surrealisme.
Altres autors importants són Machado de Assis, pare de Quincas Borba, una de les obres de referència de la literatura brasilera o Govardhanram Madhavaram Tripathi, amb una de les novel·les més importants en llengua gujarati: Saraswatichandra. La literatura contemporània xinesa neix a les darreries del segle xix, amb les novel·les de Wu Woyao o Liang Qichao i el clima d'obertura a Occident dels últims anys de la Dinastia Qing.
Dins la literatura catalana, Joan Maragall i Gorina entra en la seva etapa de poesia propera al decadentisme europeu, on publica els seus poemes més obertament catalanistes. Al mateix temps, Narcís Oller i Moragas acosta el realisme naturalista a les lletres catalanes.